# Laura Harrier
Laura Ruth Harrier (Chicago, 1990. március 28. –) amerikai színésznő, modell.
Legismertebb alakítása Destiny Evans a One Life to Live című sorozatban. A Pókember: Hazatérés című filmben is szerepelt.

## Fiatalkora
Laura Ruth Harrier 1990. március 28-án született az Illinois állambeli Chicagoban, és az Illinois állambeli Evanstonban nőtt fel. Édesapja, Temujin Harrier afroamerikai, édesanyja, Linda lengyel és angol származású. Édesapja biztosítási területen dolgozik, édesanyja logopédus. Egy öccse van, William. Dédnagyapja anyai nagyanyja, Margaret Pickett Sagan révén J. Waskom Pickett volt, egy neves lelkész, misszionárius és filantróp. Gyermekkorában hároméves koráig beszédhibája volt, amit édesanyja gyógyított. Harrier félénk volt, ezért édesanyja színjátszó órákra járatta, hogy nagyobb önbizalmat szerezzen. Az Evanston Township High Schoolba járt, ahol drámaórákat vett és sportolt. A középiskola alatt különösen érdekelni kezdte a divat, és a legjobban öltözöttnek választották. 17 éves korában kezdett el modellkedni, miután édesanyja barátja, egy helyszínfelderítő felfedezte.
Miután 2008-ban leérettségizett, Harrier New Yorkba költözött, hogy művészettörténetet tanuljon a New York Egyetem Gallatin School of Individualized Study-ban. Megérkezése után Harrier úgy döntött, hogy elhalasztja a beiratkozást, hogy folytassa karrierjét a modellkedésben. Modellkarrierje során több neves ügynökség képviselte, köztük az IMG Models, a Wilhelmina Models, és az Elite Model Management. Harrier olyan magazinoknak állt modellt, mint a Vogue, a Cosmopolitan, az Elle és a Glamour. Emellett olyan cégek kampányaihoz állt modellt, mint az Urban Outfitters, Macy's, American Eagle, Target, ALDO, Steve Madden és L’Oréal. Egy ideig a Garnier arca volt, és szerepelt az egyik országos reklámfilmjükben. A modellkedést végül nem találta kielégítőnek, és a színészkedéssel foglalkozott, miután reklámokban és diákfilmekben szerepelt. Harrier színészetet tanult a William Esper Studio kétéves programjában, 2015-ben végzett. A diploma megszerzése után úgy gondolta, hogy "furcsa, Off Broadway színházban" fog játszani.

## Pályafutása
Első szerepe a One Life to Live című sorozatban volt 2013-ban. 2014-ben a Felejthetetlen című sorozatban szerepelt. Szintén ebben az évben szerepelt a The Last Five Years című filmben. 2015-ben a 4th Man Out című filmben szerepelt. 2017-ben a Pókember: Hazatérés című filmben szerepelt. 2018-ban a Csuklyások – BlacKkKlansman című filmben szerepelt. 2020-ban szerepelt a Hollywood című sorozatban. 2022-ben a Mike című sorozatban szerepelt.

## Magánélete
Nyolc éves kora óta vegetáriánus. 2016 és 2020 között Klay Thompson kosárlabdázóval járt.

## Filmográfia

### Film
| Év   | Magyar cím                  | Eredeti cím                  | Szerep            | Magyar hang   |
| ---- | --------------------------- | ---------------------------- | ----------------- | ------------- |
| 2014 |                             | The Last Five Years          | Kéziratos nő      |               |
| 2015 |                             | 4th Man Out                  | Dorothy Cuda      |               |
| 2016 |                             | The Realest Real (rövidfilm) | Abby              |               |
| 2017 | Pókember: Hazatérés         | Spider-Man: Homecoming       | Liz Allan         | Czető Zsanett |
| 2018 | Csuklyások – BlacKkKlansman | BlacKkKlansman               | Patrice Dumas     | Csuha Borbála |
| 2019 |                             | Balance, Not Symmetry        | Caitlin Walker    |               |
| 2021 | A seregély                  | The Starling                 | Sherri            |               |
| 2021 | Pókember: Nincs hazaút      | Spider-Man: No Way Home      | Liz Allan (cameo) |               |
| 2023 | Zsákolj, ha tudsz!          | White Men Can't Jump         | Tatiana           |               |
| 2023 |                             | Balance, Not Symmetry        | Caitlin Walker    |               |

### Televízió
| Év   | Magyar cím     | Eredeti cím      | Szerep             | Megjegyzések      |
| ---- | -------------- | ---------------- | ------------------ | ----------------- |
| 2013 |                | One Life to Live | Destiny Evans      | főszereplő        |
| 2014 | Felejthetetlen | Unforgettable    | Amber              | 1 epizód          |
| 2015 | Hollywood      | Hollywood        | Camille Washington | főszereplő        |
| 2021 | Hívások        | Calls            | Layla              | 1 epizód          |
| 2022 | Mike           | Mike             | Robin Givens       | 1 epizód          |
| 2022 | Entergalactic  | Entergalactic    | Carmen (hangja)    | különkiadás       |
| 2024 | Doctor Odyssey | Doctor Odyssey   | Vivian Montgomery  | visszatérő szerep |